# Tiszafüred
Tiszafüred je mesto na Madžarskem, ki upravno spada pod podregijo Tiszafüredi Županije Jász-Nagykun-Szolnok.